# Флаг Смышляевки
Флаг городского поселения Смышляевка муниципального района Волжский Самарской области Российской Федерации.
Флаг утверждён 28 апреля 2010 года и внесён в Государственный геральдический регистр Российской Федерации с присвоением регистрационного номера 6432.

## Описание флага
«Прямоугольное полотнище с отношением ширины к длине 2:3, вдоль верхнего края которого расположена голубая полоса шириной в 1/10 ширины полотнища; остальная часть полотнища разделена диагоналями на зелёные (вверху и внизу) и красные (у древка и у свободного края) части; в середине полотнища воспроизведены фигуры из герба поселения, выполненные белыми, зелёными, красными и жёлтыми цветами».

## Обоснование символики
Городское поселение Смышляевка состоит из 4-х посёлков: Смышляевка, Спутник, Стройкерамика и Энергетик. Территориально поселение граничит с областным центром — Самарой.
Фигуры флага, его деления и цвета отражают географические, территориальные и природные особенности поселения.
Расположение городского поселения восточнее областного центра символически отражено узкой полосой лазурного цвета (повторяющей цвет поля флага Самары) и солнцем, которое жители Смышляевки встречают раньше жителей Самары. Солнце — символ тепла и света, символ животворящей силы и благодати.
Разделение основной части полотнища на четыре части — символически отражает земли городского поселения, чередование нетронутой природы и городских застроек.
Символика центральной фигуры, представляющей собой квадрат, разбитый на 4 части:
— аллегория четырёх посёлков, составляющих поселение;
— аллегория чистых улиц поселения, проложенных между посёлками;
— аллегория окна с цветными витражами, символ быстро развивающегося строительства перспективных посёлков Спутник и Стройкерамика.
Зелёный цвет символизирует весну, здоровье, надежду, природу, сельское хозяйство.
Жёлтый цвет (золото) — символ высшей ценности, величия, великодушия, богатства, урожая.
Голубой цвет (лазурь) — аллегория воды, символизирует реки Самару и Падовку, протекающие вдоль границ поселения. Лазурь также символ чести, благородства, духовности и возвышенных устремлений.
Красный цвет — символ труда, мужества, жизнеутверждающей силы, красоты и праздника.
Белый цвет (серебро) — символ чистоты, открытости, божественной мудрости, примирения.